# آرامگاه شهید ثالث
مقبره شهید ثالث آرامگاه محمدتقی برغانی است که مربوط به دوره قاجار است و در قزوین، سپه، ضلع غربی میدان شهداء، خیابان سلامگاه واقع شده و این اثر در تاریخ ۲۷ دی ۱۳۷۷ با شمارهٔ ثبت ۲۱۸۹ به‌عنوان یکی از آثار ملی ایران به ثبت رسیده‌است.